# Dehio Wien Vororte 1996
Das Dehio-Handbuch – Die Kunstdenkmäler Österreichs – Wien – Vororte erschien 1996 in der vom Bundesdenkmalamt begonnenen neuen österreichischen Dehio-Serie. 1993 ging der Band zu den Vorstädten voraus und 2003 folgte der Band zur Inneren Stadt.

## Allgemeines
Das Handbuch verzeichnet Denkmäler im Sinne des § 1 des Denkmalschutzgesetzes – also unbewegliche und bewegliche Gegenstände von geschichtlicher, künstlerischer und sonstiger kultureller Bedeutung –, allerdings unabhängig von einem öffentlichen Interesse an der Erhaltung. Einerseits ist der Dehio ein Hilfsmittel der Denkmälerforschung, andererseits ein Kunstführer, wie er auch die Wertschätzung für die Kunst- und Kulturdenkmäler in die Breite tragen soll.
Der Dehio Wien war eine Pionierarbeit des Bundesdenkmalamtes, weil eine systematische Bereisung und Bestandsaufnahme der Objekte davor noch nie stattgefunden hat. Vom Leiter der Arbeit, dem Kunsthistoriker Eckart Vancsa, wurde das Stadtdenkmal Wien betont, also Wien als historisch kontinuierliches Zentrum in Mitteleuropa. 1993, nach der Fertigstellung des Dehios zu den Vorstädten, wurde mit den Dehio-Handbüchern zu den ehemaligen Vororten und nunmehrigen Stadtbezirken außerhalb des Gürtels und jenseits der Donau begonnen.

## Stadtbezirke X. bis XIX. und XXI. bis XXIII. Bezirk
Der Dehio zu den ehemaligen Vororten zeigt, dass sich die historische Substanz der Orte weitgehend erhalten hat, sodass Wien im Sinne einer Weltstadt des 19. Jahrhunderts fast unversehrt erhalten ist und daher in Bezug auf Wien von einem Denkmal Großstadt gesprochen werden kann.
Die Redaktion wurde von Inge Podbrecky begonnen, von Christina Seidl fortgeführt und von Veronika Pirker abgeschlossen. Vom Landeskonservat für Wien kam tätige und beratende Mithilfe durch Eva Maria Höhle und Bruno Maldoner, von der Abteilung Bodendenkmale durch Christa Farka, von der Abteilung Gartenarchitektur von Géza Hajós, der Abteilung Klangdenkmaler von Walther Brauneis, der Abteilung Technische Denkmale von Peter Swittalek.

## Nennung
- Dehio Wien. X. bis XIX. und XXI. bis XXIII. Bezirk Bearbeitet von Wolfgang Czerny, Ingrid Kastel, Ulrike Kirner-Mühlbacher, Andreas Lehne, Inge Podbrecky und Christina Seidl. Beiträge von Peter Adam, Günther Buchinger, Beatrix Hajós, Géza Jajós, Renate Holzschuh-Hofer, Elfriede Iby, Ulrike Knall-Brskovsky, Veronika Pirker, Ulrike Steiner, Eckart Vancsa und Margareta Vyoral-Tschapka. Verlag Anton Schroll & Co, Wien 1996, ISBN 3-7031-0693-X.